# Apeadeiro de Loivos
O Apeadeiro de Loivos é uma interface encerrada da Linha do Corgo, que servia a localidade de Loivos, no concelho de Chaves, em Portugal.

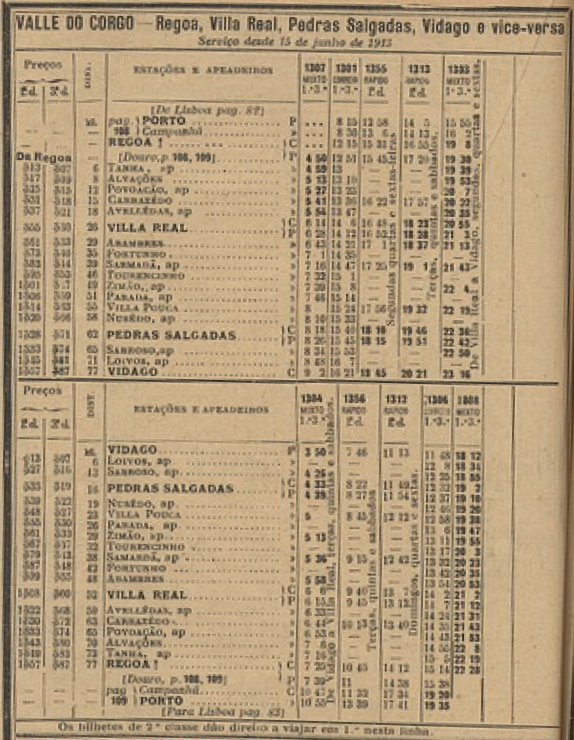
Horário da Linha da Corgo em 1913, incluindo o apeadeiro de Loivos

## História

### Planeamento e inauguração
Durante o planeamento da Linha do Corgo, nos princípios do Século XX, já se reconhecia a necessidade de fazer passar a linha junto à localidade de Loivos, para descer sem inclinações acentuadas de Pedras Salgadas para o vale da Ribeira de Oura e daí até Vidago. O troço entre estas duas estações foi inaugurado em 20 de Março de 1910.
Em 1934, a Companhia Nacional de Caminhos de Ferro, que estava a explorar a Linha do Corgo, construiu um cais coberto nesta estação.

### Encerramento
O lanço entre Chaves e Vila Real da Linha do Corgo foi encerrado em 2 de Janeiro de 1990, pela empresa Caminhos de Ferro Portugueses.